# أنطون غارسيا
أنطون غارسيا (بالإسبانية: Antón García Abril)‏ (و. 1933  م) هو ملحن، ومعلم موسيقى، ومؤلفو موسيقى تصويرية إسباني، ولد في تيروال، يستخدم آلات Upright piano ‏.

## التعليم
تعلم في المعهد الموسيقي الملكي في مدريد ‏.

## جوائز
حصل على جوائز منها:
- جائزة طوماس لويس دي فيكتوريا  [لغات أخرى]‏ (2006)
- دكتوراه فخرية (2003)
- ميدالية الاستحقاق الذهبية في الفنون الجميلة (إسبانيا) (1998).

## وصلات خارجية
- أنطون غارسيا على موقع IMDb (الإنجليزية)
- أنطون غارسيا على موقع ميوزك برينز (الإنجليزية)
- أنطون غارسيا على موقع أول ميوزيك (الإنجليزية)
- أنطون غارسيا على موقع ديسكوغز (الإنجليزية)
- أنطون غارسيا على موقع قاعدة بيانات الفيلم (الإنجليزية)
- أنطون غارسيا في قاعدة بيانات الأفلام على الإنترنت